# تجن غولة (كيسم)
تجن غولة (بالفارسية: تجن گوکه) هي قرية تقع في إيران في غيلان. يقدر عدد سكانها بـ 2,186 نسمة .